# Ejidos de Santa María
Ejidos de Santa María är ett samhälle i Mexiko, tillhörande kommunen Apaxco i den nordvästra delen av delstaten Mexiko, i den centrala delen av landet. Orten hade 203 invånare vid folkräkningen 2010.